# Сэмангым
Сэмангым (кор. 새만금?, 새萬金?) — дамба на берегу Жёлтого моря в провинции Чолла-Пукто, Республика Корея. Будучи построенной в рамках крупнейшего в Корее проекта по осушению земель, она имеет длину 33,9 км и высоту 36 м и является самой длинной морской дамбой в мире. Постройка дамбы образовала водохранилище Сэмангым, в которое впадают реки Мангёнган и Тонджинган. Название «Сэмангым» было образовано посредством составления слога «Сэ», означающего «новый», и первых слогов слов Мангёнган и Кимдже (название равнины, окружающей эстуарий).
До возведения дамбы в эстуарии Тонджингана и Мангёнгана лежали ватты и болота. Район был богат морскими ресурсами, давал работу тысячам человек и являлся важнейшей остановкой перелётных птиц. Первые земли в эстуарии были осушены в 1925 году, а проект дамбы был предложен в 1970 году. Вначале он был признан невыгодным, но вскоре получил одобрение по политическим причинам. Строительство дамбы было начато в 1991 году и было призвано расширить площадь сельскохозяйственных земель и обеспечить их водой. Со временем многих корейцев обеспокоили возможные экологические последствия проекта, и различные группы стали бороться против его реализации, отчего с 1999 по 2001 год работы были остановлены. В итоге сторонники проекта победили и строительство было завершено в 2010 году. На момент окончания строительства правительство Южной Кореи вложило в проект 2,9 триллиона вон (2,6 миллиарда долларов США). Согласно планам, для завершения всех работ по созданию инфраструктуры, мелиорации земель и строительству пресноводных водохранилищ в течение следующего десятилетия планировалось привлечь ещё 21 триллион вон государственных и частных инвестиций.
Проект использования осушенных земель многократно пересматривался, при этом постепенно уменьшалась доля сельского хозяйства и увеличивалась доля промышленных, торговых и рекреационных объектов. При Мун Чжэ Ин был утверждён последний план — план развития возобновляемой энергии. Согласно планам, Сэмангым должен стать экономическим и транспортным узлом Северо-Восточной Азии, где будет расположен «инновационный город» Ариуль.
Возведение дамбы отрицательно сказалось на окружающей среде — ватты высохли вскоре после завершения строительства, что привело к резкому сокращению популяции многих видов птиц, также возросло загрязнение воды за дамбой. Кроме того, рыбная ловля в водохранилище прекратилась.
До завершения возведения Сэмангым самой большой морской дамбой мира считалась дамба Афслёйтдейк в Нидерландах.

## Дамба
Длина сооружения составляет 33,9 км, высота — 36 м, а площадь отгороженной ею территории — 40,1 тыс. га. (104 км²). Типичная ширина основания дамбы составляет 290 м (максимальная — 535 м), она возвышается над водой на 8,5—11,0 м. Сэмангым состоит из четырёх участков:
- Дамба № 1: Тэханни — о. Карёкто[кор.], длиной 4,7 км;
- Дамба № 2: о. Карёкто — о. Синсидо[кор.], длиной 9,9 км;
- Дамба № 3: о. Синсидо — о. Ямидо[кор.], длиной 2,7 км;
- Дамба № 1: о. Ямидо — о. Пиындо[кор.], длиной 11,4 км.

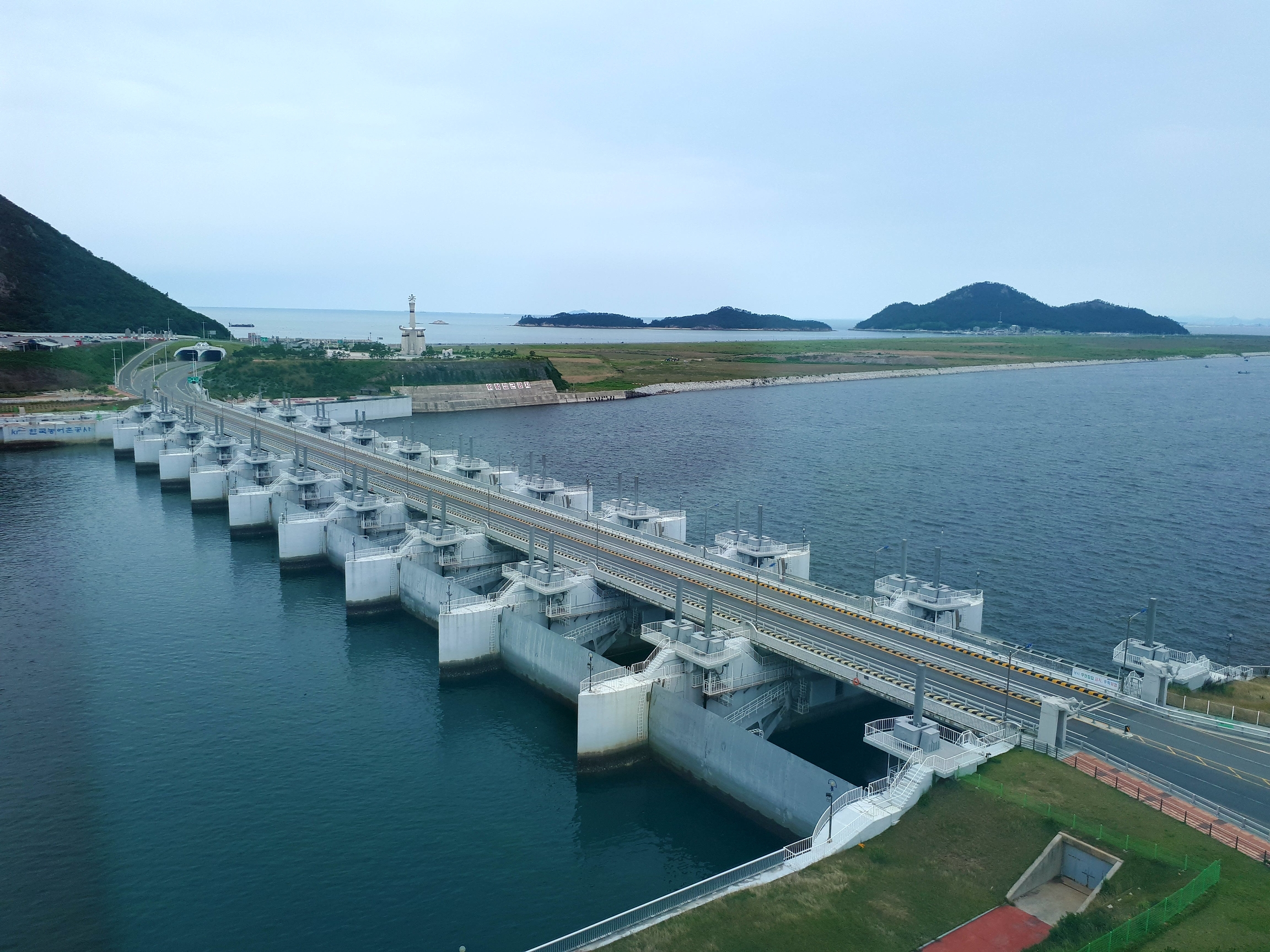
Шлюз Синси

В дамбе имеется два шлюза для сообщенния с морем — Синси, шириной в 1,1 км, и Карёк, шириной в 1,6 км. Шлюз Синси открывают на 150—200 дней в году для обмена воды с морем и улучшения качества воды в водохранилище. Максимальная пропускная способность шлюза Синси составляет 8812 м³/с, шлюза Карёк — 7050 м³/с. Величина сизигийного прилива превышает 7 м. Скорость приливных течений достигает 1,2 м/с, а глубина моря вдоль дамбы — 4-27 м. Дно сложено мелкими песчаными отложениями мощностью 20-30 м.
Из-за сильного течения для укладки камней на дно их связывали в габионы весом 2-3 тонны, было использовано 70 тысяч таких габионов.
Для строительства использовали 123 млн кубометров земли и камней.
По гребню дамбы проходит четырёхполосная автострада № 77; с внутренней стороны от неё, уровнем ниже, у самой воды проложена двухполосная автодорога.

## Планы
Сэмангым должен стать экономическим и транспортным узлом Северо-Восточной Азии. На осушенных землях к 2024 году планируется построить экологичный «инновационный город» Ариуль (название составлено из корейских слов «вода» и «ограда»), где будут расположены промышленные и бизнес-центры, научно-исследовательские учреждения, туристические объекты и жилые кварталы. Население города должно составить 290 тыс. человек. Со стороны моря строится порт Синхан («Новый порт»), имеющий запланированную пропускную способность в 17,3 млн тонн/год, к 2028 году должен быть построен аэропорт. Реализацией проекта с 2014 года руководит Агентство развития и инвестиций Сэмангым.
Планируется создание Специальной экономической зоны Сэмангым, в рамках которой инвесторам и предпринимателям будут предоставлены разнообразные льготы.
Около дамбы планируется возвести плавающую солнечную электростанцию мощностью 200 МВт, а также наземную солнечную, наземные и прибрежные ветряные электростанции суммарной мощностью 7 ГВт.
На официальном сайте проект называют «местом рождения новой цивилизации».

## Предыстория

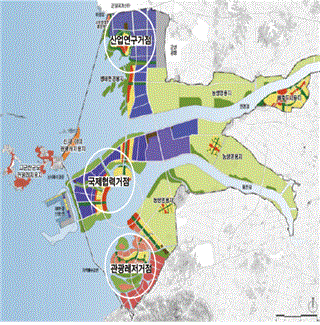
План развития Сэмангыма

В прошлом на месте водохранилища, в эстуарии Тонджингана и Мангёнгана, лежали ватты и болота. Ватты занимали площадь около 233 км², их ширина составляла в некоторых местах более 5 км. Ранее реки выносили в ватты большое количество ила, пока на обеих реках не были построены плотины недалеко от устья.
Эстуарий являлся частью полосы ваттов длиной в 1975 км, протянувшейся вдоль западного побережья Кореи. Он был одним из важнейших ваттов в Корее с точки зрения рыбных ресурсов и биоразнообразия и важнейшим районом ваттов на побережье Жёлтого моря (по утверждению некоторых авторов — одним из важнейших в мире), где останавливались перелётные птицы, являясь частью Восточноазиатского пролётного пути. Ежегодно эстуарий посещало около 300 тысяч птиц, а рыбной ловлей в данном районе занимались 20-30 тыс. человек. Ежегодно на ваттах вылавливалось 50-90 тыс. тонн моллюсков и 1000 тонн осьминогов.
В начале XX века аннексировавшая Корею Япония стала предпринимать крупномасштабные проекты по осушению прибрежных земель, чтобы расширить площадь для сельского хозяйства. В 1925 году были осушены 32 км² ваттов в эстуарии Мангёнгана и Тонджингана, после чего там стали выращивать рис, пшеницу, картошку и клубнику.
После продовольственного кризиса в Корее в 1970-е годы власти приняли решение осушить многие прибрежные земли, включая эстуарий Мангёнгана-Тонджингана. С 1963 по 1977 год был осушен большой участок в устье Тонджингана. В 1971 году был предложен «план развития Оксо-мёна», предполагавший осушение небольших участков в районе Кимдже. Во второй половине 1980-х годов, когда министерство сельского хозяйства выдвинуло более амбициозный план, был проведён анализ экономической целесообразности проекта, признавший его невыгодным. Несмотря на это, в преддверии первых демократических выборов в Южной Корее в 1987 году кандидат в президенты Ро Дэ У поддержал проект, чтобы привлечь избирателей из малоразвитого региона Чолла-Пукто. После победы Ро Дэ У, всего через месяц после отмены проекта правительством, было принято решение продолжать его осуществление. Руководство проектом было поручено министерству сельского хозяйства, а треть необходимых средств были выделены из «Фонда сельскохозяйственных земель».

## Реализация проекта
В 1991 году была начата реализация проекта Сэмангым, включавшего в себя возведение 33-километровой дамбы и осушение 283 км² земель. Эстуарий окружает крупнейший рисоводческий регион Кореи, равнину Кимдже. Проект должен был расширить площадь сельскохозяйственных земель и обеспечить их водой. На тот момент Сэмангым оставался единственным не перекрытым эстуарием Южной Кореи, за исключением эстуария Хангана. Осуществление проекта было сложной инженерной задачей, так как эстуарий характеризовался быстрым течением (до 1 м/с), амплитудой приливов около 4,5 м и большими глубинами (до 50 м). Самые короткие участки дамбы — между островом Карёкто и Тэханни и между островами Синсидо и Ямидо — были завершены уже в 1994 году.
Вначале возведение дамбы поддерживало большинство местных жителей, но в 1996 году, после возведения Сихвинской ПЭС, приведшего к сильному загрязнению залива, стала ясна опасность подобных проектов. Группы экоактивистов, верующих и местных жителей стали выступать против проекта, в результате чего в 1998 году Совет по аудиту и инспекциям провёл инспекцию и по её итогам поддержал требования противников проекта. Тогда заинтересованные в осуществлении проекта группы тоже стали оказывать давление на правительство. В 1999 году власти решили заморозить проект и собрали специальную комиссию из 30 экспертов для повторной оценки проекта. Комиссия не смогла прийти к согласию, и в 2001 году премьер-министр принял решение возобновить проект. Это вызвало возмущение экоактивистов и прочих групп, особенно в свете ухудшающегося состояния залива Сихва. В 2003 году группа религиозных деятелей, протестуя против гибели множества живых существ в результате осушения земель, совершила марш длиной в 305 км от Сэмангыма в Сеул, выполняя буддистскую практику «самбо-ильбэ» (кор. 삼보일배), то есть падая ниц после каждого третьего шага. К маршу присоединились множество людей и он широко освещался прессой. Тем не менее правящая партия высказала поддержку проекту, а президент объявил, что проект будет завершён, но с изменениями.
В 2003 году была завершена четвёртая дамба от острова Ямидо до острова Пиындо. В июне экоактивисты подали иск в корейский административный суд, и через месяц проект был заморожен. Тогда сторонники строительства подали апелляцию в Верховный суд Кореи, который одобрил продолжение проекта в январе 2004 года. Прочие иски против проекта были отклонены или отменены высшими инстанциями.
Местных жителей не устраивало использование всей осушенной земли для рисоводства, так как не обещало экономического роста. Уже на церемонии открытия проекта президент объявил, вопреки одобренным планам, что на отвоёванных у моря территориях будет возведена промышленная зона. В декабре 2007 года план был пересмотрен, и доля сельскохозяйственных земель уменьшена до 72 %, на остальных предполагалось разместить промышленные объекты. В 2008 году, во время правления Ли Мён Бака, проект вновь пересмотрели. Было решено выделить для сельскохозяйственных нужд лишь треть осушенной территории, а остальное использовать для промышленных, торговых и рекреационных объектов, включая новые порты. Закон, одобряющий эти изменения, был принят парламентом в июле 2009 года. Во время правления Пак Кын Хе была выдвинута концепция «промышленного корейско-китайского комплекса свободной торговли», которую при Мун Чжэ Ин сменил план развития возобновляемой энергии. В 2010 году в осушенной части были возведены волнорез и защитная дамба, началась подготовка научно-сельскохозяйственной зоны. Всё это время местные власти последовательно поддерживали проект, так как его реализация должна была принести региону несколько триллионов вон (несколько млрд долларов) и создать новую инфраструктуру и рабочие места. В апреле 2010 года было завершено строительство дамбы.
На 2010 год в работах в рамках проекта приняло участие 2,3 млн человек и более 900 тыс. единиц тяжёлой техники, на 2021 год на реализацию проекта было затрачено 22,78 триллиона вон. На конец 2010-х на отгороженной территории планируется осушить 283 км² (291 км²) земель, на остальной части должно остаться водохранилище Сэмангым площадью 118 км².
1 августа 2023 года на специально возведённом туристическом объекте у южной оконечности дамбы начался 25-й Всемирный скаутский слёт, первый после начала пандемии коронавируса. В слёте приняли участие 43 тыс. скаутов из 159 стран. Из-за сильной жары несколько сотен участников проявили симптомы перегревания, а американская и британская делегации покинули мероприятие до его окончания.

## Отрицательные последствия
Ватты в эстуарии высохли уже через несколько месяцев после завершения строительства дамбы. Несмотря на заверения министерства сельского хозяйства, что по окончании проекта перелётные птицы станут останавливаться на соседних ваттах, исчезновение ваттов привело к резкому сокращению популяции многих видов птиц, зависевших от них. Предполагают, что, например, популяция большого песочника сократилась более чем в 5 раз в результате возведения дамбы, а общее количество птиц, останавливающихся в районе Сэмангыма — вдвое. Кроме того, было зарегистрировано сокращение количества птиц в местах их гнездования.
Ожидается, что возведение дамбы усугубит загрязнение вод по обе её стороны и отрицательно скажется на биоразнообразии в регионе. Возведение дамбы привело к значительной эрозии лежащих перед ней ваттов, особенно в районе шлюзов. Из-за сокращения объёма выносимого в эстуарий осадка берег острова Синсидо отступил на 2,5 м к 2022 году.
После возведения дамбы в данном районе перестали встречаться морские рыбы, а количество семейств рыб сократилось с 21 в 1989 до 10 в 2014 году. Рыбная ловля в водохранилище прекратилась. Из-за отсутствия работы молодёжь покидает рыбацкие деревни.